# Шињол
Шињол (фр. Chuignolles) насеље је и општина у североисточној Француској у региону Пикардија, у департману Сома која припада префектури Перон.
По подацима из 2011. године у општини је живело 157 становника, а густина насељености је износила 32,3 становника/km². Општина се простире на површини од 4,86 km². Налази се на средњој надморској висини од 83 метара (максималној 88 m, а минималној 36 m).

## Демографија
| 1962. | 1968. | 1975. | 1982. | 1990. | 1999. | 2011. |
| ----- | ----- | ----- | ----- | ----- | ----- | ----- |
| 174   | 182   | 199   | 192   | 156   | 137   | 157   |

График промене броја становника у току последњих година